# Мусонда, Джозеф
Джо́зеф Мусо́нда (англ. Joseph Musonda; 30 мая 1977, Калулуши, Замбия) — замбийский футболист, игравший на позиции защитника.

## Клубная карьера
Мусонда начал свою профессиональную карьеру в клубе «Калулуши Модерн Старз». Вскоре Джозеф перешёл в клуб «Нкана», за который выступал с 1995 по 2003 год, выиграв дважды чемпионат Замбии (в 1999 и 2001) и став обладателем Кубка в 2000.
В 2003 году защитник присоединился к другому замбийскому клубу — «ЗЕСКО Юнайтед». За два года Мусонда провёл за команду из Ндолы 89 встреч, забил 1 мяч. В 2005 году Джозеф был отдан в аренду на полгода в южноафриканский клуб «Фри Стэйт Старс», за который сыграл 25 матчей.
В 2006 году Мусонда возвратился в «ЗЕСКО Юнайтед» и стал в его составе обладателем Кубка Замбии. В следующем сезоне Джозеф выступал за «Занако».
В 2007 году Мусонда подписал контракт с южноафриканским клубом «Голден Эрроуз». Свой дебютный матч замбиец провёл 25 августа 2007 года против «Фри Стэйт Старс». В клубе из Дурбана замбиец выступал на протяжении семи сезонов и в 2009 году стал победителем Кубка Восьми.
15 августа 2014 года было объявлено о том, что защитник покинул «Голден Эрроуз», вылетевший из Премьер-лиги ЮАР, и присоединился к «Полокване Сити». 26 августа замбиец начал выступления за новую команду, выйдя в стартовом составе во встрече с «Морока Свэллоуз».

## Карьера в сборной
Джозеф выступает за сборную Замбии с 2002 года.
Мусонда был включён в заявку сборной на Кубок африканских наций 2006 в Египте. На турнире провёл все три матча своей команды. В 2008 году на Кубке африканских наций в Гане Джозеф вновь провёл все три встречи замбийцев без замен.
На турнире в Анголе в 2010 Мусонда вновь был ключевым игроком защиты своей сборной, проигравшей в 1/4 финала нигерийцам в серии пенальти.
В 2012 году Мусонда снова выступил на Кубке африканских наций, состоявшемся в Экваториальной Гвинее и Габоне. Он принял участие во всех играх своей сборной. В финальном матче с ивуарийцами защитник на 12-й минуте встречи получил травму и вынужден был покинуть поле, однако его сборная сумела вырвать победу в серии пенальти со счётом 8:7 и завоевать трфоей. Игрока на церемонию награждения на руках вынес тренер сборной Замбии Эрве Ренар.
В следующем году Мусонда был включён в заявку на КАН 2013, однако замбийцам не удалось повторить успех 2012 года.
Джозеф также принимал участие в отборочных играх к чемпионатам мира 2006 и 2010, но замбийцам не удалось квалифицироваться на мировые первенства.

## Достижения
Нкана
- Чемпион Замбии (2): 1999, 2001
- Обладатель Кубка Замбии (1): 2000

 ЗЕСКО Юнайтед
- Обладатель Кубка Замбии (1): 2006

 Голден Эрроуз
- Обладатель Кубка Восьми (1): 2009

 Сборная Замбии
- Победитель Кубка африканских наций (1): 2012